# Dirka po Italiji 1913
Dirka po Italiji 1913 (italijansko Giro d'Italia 1913) je 5. izvedba dirke po Italiji, tritedenske moške cestne kolesarske etapne dirke. Začela se je 5. maja v Milanu in končala 22. maja v Milanu. Sodelovalo je 99 kolesarjev iz osmih ekip in privatnih kolesarjev. Skupno zmago je prvič osvojil Carlo Oriani (Maino), drugo mesto Eberardo Pavesi (Legnano), tretje pa Luigi Lucotti (Otav).

## Ekipe
- Ganna
- Gerbi
- Goericke
- Globo
- Legnano
- Maino
- Otav
- Peugeot–Wolber

## Etape
| Etapa | Datum   | Štart/Cilj                 | Razdalja    | Tip         | Tip             | Zmagovalec                | Vodilni                |
| ----- | ------- | -------------------------- | ----------- | ----------- | --------------- | ------------------------- | ---------------------- |
| 1     | 6. maj  | Milano – Genova            | 341 km      |             | gorska etapa    | Giuseppe Santhià (ITA)    | Giuseppe Santhià (ITA) |
|       | 7. maj  | dan počitka                | dan počitka | dan počitka | dan počitka     | dan počitka               | dan počitka            |
| 2     | 8. maj  | Genova – Siena             | 332 km      |             | gorska etapa    | Eberardo Pavesi (ITA)     | Pierino Albini (ITA)   |
|       | 8. maj  | dan počitka                | dan počitka | dan počitka | dan počitka     | dan počitka               | dan počitka            |
| 3     | 10. maj | Siena – Rim                | 317,9 km    |             | gorska etapa    | Giuseppe Santhià (ITA)    | Giuseppe Santhià (ITA) |
|       | 11. maj | dan počitka                | dan počitka | dan počitka | dan počitka     | dan počitka               | dan počitka            |
| 4     | 12. maj | Rim – Salerno              | 341 km      |             | gorska etapa    | Giuseppe Azzini (ITA)     | Giuseppe Santhià (ITA) |
|       | 13. maj | dan počitka                | dan počitka | dan počitka | dan počitka     | dan počitka               | dan počitka            |
| 5     | 14. maj | Salerno – Bari             | 295,6 km    |             | gorska etapa    | Giuseppe Azzini (ITA)     | Eberardo Pavesi (ITA)  |
|       | 15. maj | dan počitka                | dan počitka | dan počitka | dan počitka     | dan počitka               | dan počitka            |
| 6     | 16. maj | Bari – Campobasso          | 256 km      |             | gorska etapa    | Costante Girardengo (ITA) | Eberardo Pavesi (ITA)  |
|       | 17. maj | dan počitka                | dan počitka | dan počitka | dan počitka     | dan počitka               | dan počitka            |
| 7     | 18. maj | Campobasso – Ascoli Piceno | 313,2 km    |             | gorska etapa    | Clemente Canepari (ITA)   | Giuseppe Azzini (ITA)  |
|       | 19. maj | dan počitka                | dan počitka | dan počitka | dan počitka     | dan počitka               | dan počitka            |
| 8     | 20. maj | Ascoli Piceno – Rovigo     | 413,8 km    |             | ravninska etapa | Lauro Bordin (ITA)        | Carlo Oriani (ITA)     |
|       | 21. maj | dan počitka                | dan počitka | dan počitka | dan počitka     | dan počitka               | dan počitka            |
| 9     | 22. maj | Rovigo – Milano            | 321,5 km    |             | gorska etapa    | Eberardo Pavesi (ITA)     | Carlo Oriani (ITA)     |
|       | Skupaj  | Skupaj                     | 2932 km     | 2932 km     | 2932 km         | 2932 km                   | 2932 km                |

## Končna razvrstitev

### Skupni seštevek
| Poz. | Kolesar                   | Ekipa        | Točke |
| ---- | ------------------------- | ------------ | ----- |
| 1    | Carlo Oriani (ITA)        | Maino        | 37    |
| 2    | Eberardo Pavesi (ITA)     | Legnano      | 43    |
| 3    | Giuseppe Azzini (ITA)     | Otav         | 48    |
| 4    | Pierino Albini (ITA)      | Legnano      | 61    |
| 5    | Luigi Ganna (ITA)         | Ganna        | 64    |
| 6    | Costante Girardengo (ITA) | Maino        | 74    |
| 6    | Leopoldo Torricelli (ITA) | Maino        | 74    |
| 8    | Giuseppe Contesini (ITA)  | Globo-Dunlop | 81    |
| 9    | Giovanni Cervi (ITA)      | Gerbi-Dunlop | 82    |
| 10   | Giovanni Rossignoli (ITA) | Globo-Dunlop | 89    |

| Skupna razvrstitev kolesarjev (11–34) | Skupna razvrstitev kolesarjev (11–34) | Skupna razvrstitev kolesarjev (11–34) | Skupna razvrstitev kolesarjev (11–34) |
| Poz.                                  | Kolesar                               | Ekipa                                 | Točke                                 |
| ------------------------------------- | ------------------------------------- | ------------------------------------- | ------------------------------------- |
| 11                                    | Ugo Agostoni (ITA)                    | —                                     | 93                                    |
| 12                                    | Clemente Canepari (ITA)               | Legnano                               | 97                                    |
| 13                                    | Michele Robotti (ITA)                 | Ganna                                 | 99                                    |
| 14                                    | Camillo Bertarelli (ITA)              | Ganna                                 | 103                                   |
| 15                                    | Emilio Petiva (ITA)                   | —                                     | 116                                   |
| 16                                    | Luigi Lucotti (ITA)                   | —                                     | 120                                   |
| 17                                    | Lauro Bordin (ITA)                    | —                                     | 123                                   |
| 18                                    | Luigi Azzini (ITA)                    | Otav                                  | 127                                   |
| 19                                    | Giovanni Cocchi (ITA)                 | Otav                                  | 130                                   |
| 20                                    | Giovanni Casetta (ITA)                | Goericke                              | 131                                   |
| 21                                    | Emilio Cucchetti (ITA)                | Globo-Dunlop                          | 132                                   |
| 22                                    | Natale Bosco (ITA)                    | —                                     | 134                                   |
| 22                                    | Gino Brizzi (ITA)                     | —                                     | 134                                   |
| 24                                    | Domenico Cittera (ITA)                | —                                     | 135                                   |
| 24                                    | Alfredo Sivocci (ITA)                 | —                                     | 135                                   |
| 26                                    | Luigi Molon (ITA)                     | —                                     | 138                                   |
| 26                                    | Mario Bonalanza (ITA)                 | —                                     | 138                                   |
| 28                                    | Giovanni Roncon (ITA)                 | —                                     | 139                                   |
| 29                                    | Giuseppe Bonfanti (ITA)               | —                                     | 143                                   |
| 30                                    | Umberto Ripamonti (ITA)               | —                                     | 147                                   |
| 31                                    | Giovanni Bassi (ITA)                  | —                                     | 149                                   |
| 31                                    | Oreste Locatelli (ITA)                | —                                     | 149                                   |
| 33                                    | Mario Secchi (ITA)                    | —                                     | 157                                   |
| 34                                    | Alfredo Corti (ITA)                   | —                                     | 158                                   |
| 34                                    | Mario Lonati (ITA)                    | —                                     | 158                                   |

### Razvrstitev neodvisnih kolesarjev
| Poz. | Kolesar                  | Ekipa    | Točke |
| ---- | ------------------------ | -------- | ----- |
| 1    | Michele Robotti (ITA)    | Ganna    | 99    |
| 2    | Camillo Bertarelli (ITA) | Ganna    | 103   |
| 3    | Emilio Petiva (ITA)      | —        | 116   |
| 4    | Luigi Lucotti (ITA)      | —        | 120   |
| 5    | Giovanni Cassetta (ITA)  | Goericke | 131   |

### Ekipna razvrstitev
| Poz. | Ekipa   | Točke |
| ---- | ------- | ----- |
| 1    | Maino   | 185   |
| 2    | Legnano | 201   |
| 3    | Globo   | 302   |
| 4    | Otav    | 305   |